# Conus glicksteini
Conus glicksteini är en snäckart som beskrevs av Edward James Petuch 1987. Conus glicksteini ingår i släktet Conus och familjen kägelsnäckor. Inga underarter finns listade i Catalogue of Life.